# Cripple Bastards
Cripple Bastards — włoski zespół muzyczny grający grindcore. Powstał w 1988 w Asti we Włoszech.

## Muzycy

### Obecny skład zespołu
- Giulio The Bastard – wokal
- Schintu The Wretched – gitara basowa
- DER Kommissar – gitara elektryczna
- Al Mazzoti – perkusja

### Byli członkowie zespołu
- Alberto The Crippler – gitara elektryczna
- Walter Dr. Tomas – perkusja
- Eduardo "o" Brazil – gitara basowa
- Michele Hoffman – perkusja

## Dyskografia
- (1996) Your Lies In Check
- (2000) Misantropo a Senso Unico
- (2003) Desperately Insensitive